# 대운
대운(戴員, ? ~ 204년)은 후한 말기의 관료이다.

## 행적
원래 성헌에 의해 규람과 함께 효렴으로 천거되었으나, 손권이 성헌을 죽이자 산으로 달아났고 이후 203년 손권의 동생 단양태수 손익의 부름을 받아 군승(郡丞)으로 임명되었다.
204년 규람과 함께 손익을 살해하여 성헌의 복수를 했으나 손익의 아내 서씨가 손고와 부영(傅嬰)을 시켜 규람을 살해했고 곧 밖에서 기다리고 있던 대운도 곧 살해당했다.